# Goo (álbum)
Goo es el sexto álbum de estudio de la banda estadounidense de noise rock y rock alternativo Sonic Youth. Con este álbum es cuando logran su punto de mayor popularidad, al ser lanzado por la discográfica asociada con Geffen Records, DGC. Es uno de sus discos más ruidosos, en los que consiguen un sonido más crudo con respecto a su predecesor, Daydream Nation. Se destacan de este álbum las canciones "Kool Thing", "Dirty Boots", "Mote", "My Friend Goo" y "Tunic (Song for Karen)" entre otras. Este álbum es considerado por muchos fanes como uno de los que marcó la Generación X. De este álbum se desprenden los sencillos Dirty Boots, Kool Thing y Disappearer.
En el álbum Goo, Sonic Youth logra alcanzar un sonido más aceptado por el "mainstream", gracias al hecho de que aumentaron la crudeza y la potencia de su sonido con respecto a su álbum anterior, Daydream Nation, pero bajaron el grado de atonalidad y discordancia de álbumes anteriores. Aun así, es un álbum que conserva las raíces del sonido de Sonic Youth.
Otro factor que influyó mucho en la aclamación y la fama de Goo fue el hecho de haber sido lanzado por DGC Records, empresa afiliada a Geffen Records, una de las promotoras de la comercialización de algunas bandas de rock alternativo. Para ese entonces (un año antes de la "explosión grunge"), sólo los sectores privilegiados del rock alternativo tenían la suerte de poder trabajar con discográficas reconocidas.
Este álbum no forma parte de la sobre exposición "grunge", pero posee una influencia muy marcada para diversas bandas que experimentaron con sonidos noise, y la característica de la distorsión en las guitarras logra que haya sido nombrado muchas veces como una influencia indiscutible, además de que fue lanzado previo al auge del movimiento.
En el 2020 el álbum fue incluido en la lista de los 500 mejores álbumes de todos los tiempos de la revista Rolling Stone, ocupando el puesto 358.

## Legado
En el 2020 la revista Rolling Stone reeditó por segunda vez su popular listado de los 500 mejores álbumes de todos los tiempos, incluyendo por primera vez al álbum, y ubicándolo en el puesto 358.
En el 2013 el álbum fue ubicado por la revista NME en el puesto 426 de su lista de los 500 mejores álbumes. También fue incluido en el libro los 1001 Álbumes que hay que oír antes de morir, del 2005, conservando su lugar en la reedición del 2018.

## Lista de canciones

### Versión original
Todas las canciones fueron escritas por Sonic Youth, salvo donde se indique.
1. Dirty Boots - 5:24
2. Tunic (Song for Yaryus) - 6:17
3. Mary-Christ - 3:08
4. Kool Thing - 4:04
5. Mote - 7:36
6. My Friend Goo - 2:18
7. Disappearer - 5:08
8. Mildred Pierce - 2:12
9. Cinderella's Big Score - 5:50
10. Scooter + Jinx - 1:00
11. Titanium Exposé - 6:26

### Edición de lujo
Todas las canciones fueron escritas por Sonic Youth, salvo donde se indique.

#### Disco uno
El álbum original
1. "Dirty Boots" – 5:29
2. "Tunic (Song for Yaryus)" – 6:21
3. "Mary-Christ" – 3:11
4. "Kool Thing" – 4:06
5. "Mote" – 7:37
6. "My Friend Goo" – 2:20
7. "Disappearer" – 5:08
8. "Mildred Pierce" – 2:13
9. "Cinderella's Big Score" – 5:54
10. "Scooter + Jinx" – 1:05
11. "Titanium Expose" – 6:34

Rarezas y Lados B
1. "Lee #2" – 3:31
2. "That's All I Know (Right Now)" – 2:20
3. "The Bedroom" – 3:42
4. "Dr. Benway's House" – 1:17
5. "Tuff Boyz" – 5:39

- Pistas 12 a 16 anteriormente no lanzadas.

#### Disco dos
8 Demos
1. "Tunic" – 6:44
2. "Number One (Disappearer)" – 4:57
3. "Titanium Expose" – 4:43
4. "Dirty Boots" – 6:37
5. "Corky (Cinderella's Big Score)" – 7:49
6. "My Friend Goo" – 2:31
7. "Bookstore (Mote)" – 4:14
8. "Animals (Mary-Christ)" – 3:02
9. "DV2 (Kool Thing)" – 4:17
10. "Blowjob (Mildred Pierce)" – 8:52
11. "Lee #2" – 3:30

Más Goo
1. "I Know There's an Answer" (Brian Wilson, Terry Sachen, Mike Love)– 3:10
2. "Can Song" – 3:17
3. "Isaac" – 2:36
4. "Goo Interview Flexi" – 6:03

## Posicionamiento

### Álbum
| Año  | Lista                    | Posición |
| ---- | ------------------------ | -------- |
| 1990 | Official UK Albums Chart | 32       |
| 1990 | Billboard Top 200        | 96       |

### Sencillos
| Año  | Canción    | Lista                   | Posición |
| ---- | ---------- | ----------------------- | -------- |
| 1990 | Kool Thing | Modern Rock Tracks (US) | 7        |
| 1990 | Kool Thing | UK Singles Charts       | 81       |